# Кухар (фільм)
Кухар або У вогні (англ. The Chef; інша назва — On the Fire) — американська короткометражна кінокомедія режисера Хела Роача 1919 року.

## Сюжет
Гарольд працює кухарем в ресторані. І одного разу влаштовує погром і пожежу.

## У ролях
- Гарольд Ллойд — кухар
- Бібі Данієлс
- Снуб Поллард — асистент кухаря
- Бад Джеймісон
- Вільям Блейсделл
- Семмі Брукс
- Біллі Фей
- Лью Харві
- Воллес Хоу
- Маргарет Джослін